# 贈呈
| ウィキペディアには「贈呈」という見出しの百科事典記事はありません（タイトルに「贈呈」を含むページの一覧/「贈呈」で始まるページの一覧）。 代わりにウィクショナリーのページ「贈呈」が役に立つかもしれません。 |